# HIARCS
 (août 2020).
Si vous disposez d'ouvrages ou d'articles de référence ou si vous connaissez des sites web de qualité traitant du thème abordé ici, merci de compléter l'article en donnant les références utiles à sa vérifiabilité et en les liant à la section « Notes et références ».
HIARCS est un programme d'échecs développé par Mark Uniacke (Anglais), qui est un acronyme anglais de Higher Intelligence Auto Response Chess System. La onzième version d'Hiarcs est la seule à avoir été adaptée à utiliser plus d'un processeur. C'est aussi l'un des plus forts programmes d'échecs mis sur le marché. Il obtient le titre de Champion du monde des micro-ordinateur en 1993.

## Style de jeu
Hiarcs est connu pour avoir un style de jeu très proche de ceux des humains. Sa force principale face aux autres programmes d'échecs réside dans ses connaissances du jeu d'échecs et sa sélectivité des coups, mais il y a un hic à cela : sa rapidité de calcul est généralement faible. Dans un match en blitz d'Hiarcs contre Deep Shredder, Hiarcs ne calculera pas aussi profondément que Deep Shredder, mais la justesse de ses coups sera compensée ou presque, par sa sélectivité de ses coups. Il est très performant dans les passages et les transpositions en finale. Joue souvent la défense française avec les noirs.

## Confrontation
Bareev, E - Hiarcs X (Athlon 2400+/1.8G et 1024 MB RAM)- Maastricht, 2003 Résultat : 2-2 (4 parties nulles).

## Supports
- PC Windows
- Apple Macintosh / MAC OS X
- Palm
- Pocket PC

Hiarcs a été porté sur de nombreuses plateformes, dont les assistants personnels.
Malgré la faiblesse inhérente à ce type de machines, le logiciel conserve d'excellentes performances.